# Rajols
Rajols és una masia de Tavertet (Osona) inclosa a l'Inventari del Patrimoni Arquitectònic de Catalunya.

## Descripció
Masia que consta de dos cossos, construïts sobre el desnivell del terreny, i units esglaonadament. Tots dos estan coberts a dues vessants. La façana es troba a la part de ponent i presenta un portal rectangular amb la llinda molt assaïnada, tres finestres al primer pis i una de petita a les golfes. El cos annex devia constituir l'antiga herbera donat que encara s'hi veuen els pilars de pedra malgrat que les obertures hagin estat tapiades i convertides en habitatge. A l'angle d'unió dels cossos, a la banda de llevant, hi ha un portalet reguardat per un teulat al damunt. A llevant, també hi ha un altre portal amb llinda de roure i tres finestres al primer pis. Està construïda en lleves de pedra, pedra carejada i fusta.

## Història
Mas del terme de Tavertet que es degué construir vers el segle xvii, donat que no es troba registrat en els fogatges del XVI. Pertany al patrimoni d'una gran finca que engloba el senyorial mas de l'Avenc.